# ایرهاوزن
ایرهاوزن (به آلمانی: Irrhausen) یک شهر در آلمان است که در بیتبورگ-پروم واقع شده‌است.